# 竜馬を斬った男
『竜馬を斬った男』（りょうまをきったおとこ）は、早乙女貢の短編歴史小説。幕末期を生きた京都見廻組の佐々木只三郎を描く。
1987年に映画化された。

## 小説

### 書誌情報
小説「竜馬を斬った男」は、同名の短編集『竜馬を斬った男』に収録されている。収録作品は表題作のほか、「若き天狗党」「周作を狙う女」「ある志士の像」「最後の天誅組」「近藤勇の首」「逃げる新選組」（2009年の集英社文庫版）。
短編集『竜馬を斬った男』は、以下の通り出版されている。
- 竜馬を斬った男（東京文芸社（Tokyo books）、1970年）
- 竜馬を斬った男（産報（サンポウ・ノベルス）、1974年）
- 竜馬を斬った男（春陽堂書店（春陽堂文庫）、1980年）
- 竜馬を斬った男（双葉社（双葉文庫）、1987年）ISBN 4575660329
- 竜馬を斬った男（東京文芸社、1987年）ISBN 480883183X
- 竜馬を斬った男（集英社（集英社文庫）、2009年）ISBN 4087464822

小説「竜馬を斬った男」は、上記のほか、以下の短編集にも収録されている。
- 司馬遼太郎ほか『時代小説の楽しみ 9　維新の群像』（新潮社、1991年）ISBN 4106028093
  - 縄田一男編『時代小説の楽しみ 9　維新の群像』（新潮社（新潮文庫）、1995年）ISBN 4101397198

## 映画
1987年10月17日に公開された日本映画。配給は松竹富士。カラー、ワイド。上映時間は109分。

### キャスト
- 佐々木只三郎：萩原健一
- 八重：藤谷美和子
- 坂本竜馬：根津甚八
- 亀谷喜助：坂東八十助
- 小栄：島田陽子
- ぬい：中村れい子
- 手代木直右衛門：佐藤慶
- 安浦惣兵衛：大村崑
- 板倉伊賀守：内藤武敏
- 宮川助五郎：原吉実
- 桂小五郎：本田博太郎
- お龍：久仁亮子
- 西郷吉之助：結城貢
- 中岡慎太郎：片桐竜次
- 中村歌六 (5代目)、内田勝正、野口貴史、根岸一正　ほか

### スタッフ
- 監督：山下耕作
- 企画：奥山和由
- 原作：早乙女貢
- 脚本：中村努
- 音楽：千野秀一
- 音楽プロデューサー：坂井洋一
- 撮影：森田富士郎
- 美術：西岡善信
- 録音：大谷厳
- 照明：中岡源権
- 編集：市田勇
- 記録：野口多喜子
- 助監督：都築一興、原田真治、小笠原佳文、田中幹人
- スチール：小山田幸生
- 音響効果：永田稔
- 整音：荒川輝彦
- 殺陣：楠本栄一
- タイトル：デン・フィルム・エフェクト
- 現像：IMAGICA
- プロダクション協力：京都映画、東映京都撮影所
- プロデューサー：西岡善信、昆絹子
- 製作協力：映像京都
- 制作：アルマンス企画

### 映像ソフト化
- （日本語）『竜馬を斬った男』（VHS）1988年4月21日、該当時間: 109分。ASIN B00005ILL3。

2021年現在、DVD化はされていないが、動画配信はされている。